# Circuit urbain de Dariya
Le circuit urbain de Dariya est un circuit automobile temporaire empruntant les rues de Dariya, près de Riyad, en Arabie Saoudite. Il accueillera un ePrix de Dariya comptant pour le championnat de Formule E FIA.

## Historique
Le ePrix de Dariya 2018 et la première édition qui s'y tient en Arabie Saoudite, il a lieu sur le circuit urbain de Dariya. L'ePrix a lieu le 15 décembre 2018 et est remporté par le portugais António Félix da Costa.

## Description
Le tracé est composé de 21 virages et est long d’environ 2,495 km.
Le circuit se situe au centre-ville de Dariya, il se situe pas loin du Bureau de l’administratif municipale de Dariya. La ligne de départ-arrivé se situe sur la rue du Prince Satam Bin Abdut Aziz, après le premier virage, ils contournent le rond-point où se situe le Long Flag, après avoir quitté le rond-point, le circuit se poursuit sur la rue Almdid jusqu’au virage 14.
Après avoir passé un autre rond-point, le tracé continue sur la rue King Faisal Rd, après le virage 17, le circuit longeant avec une longue droite la rue Al Imam Abdulaziz Ibn Mohammad Ibn Saud, qui est interrompu par une chicane, après le virage 21, le tracé rejoint la ligne de départ-arrivé, l’entrée de stand se situe après le virage 20 tandis que la sortie de stands au virage 2.